# Teletica
Teletica, più propriamente Teletica Canal 7, è una televisione privata della Costa Rica, con sede a San José.

## Storia
Nel 1955, una spedizione dagli Stati Uniti viaggiò verso l'Isola del Cocco e promise di finanziare la prima televisione se si fosse trovato il famoso tesoro del pirata Henry Morgan. Ma come molte altre spedizioni, fini senza successo.
Nello stesso anno un gruppo di tecnici, diretti da Carlos Manuel Reyes, realizzò la prima trasmissione sperimentale con una rudimentale camera, da loro stessi prodotta. Reyes sollecitò il Governo per ottenere una licenza per operare un canale televisivo, che concordò che la televisione nazionale fosse di proprietà dello Stato.
Nell'ottobre 1958 si firmò uno storico accordo che darà poi origine alla Televisora de Costa Rica S.A. (Teletica Canal 7).
Mario Echandi, Presidente della Costa Rica, decise di concedere la licenza alla televisione privata e l'operabilità sul canale 8. Due uomini furono i suoi precursori: nel campo della mediazione, il signor  René Picado Esquivel e nel campo dell'elettronica, il signor Carlos Manuel Reyes.
Pochi mesi più tardi seguì un accordo con la rete ABC, grazie al quale si sarebbero formati gli operatori della nuova televisione costaricana. Viene fondata la Televisora de Costa Rica Ltda, con la partecipazione di René Picado, Carlos Manuel Reyes, Leonel Pinto e la stessa ABC. Per ragioni tecniche ed economiche, la licenza televisiva di Reyes per il canale 8 viene assegnata all'attuale Canal 7.
Il 9 maggio 1960 fu trasmessa la prima immagine per televisione in Costa Rica.
Nel 1963 fu installata la prima unità mobile, che permise di ampliare i programmi dal vivo, fuori dallo studio. Anche in questo campo si cominciò ad utilizzare il videoregistratore, che permise di registrare programmi prima di essere trasmessi.
Nel 1961 Teletica comincia l'installazione di ripetitori in diverse parti del paese e 1965 diventa una società anonima.
Nel 1990 viene installato anche un ripetitore sul vulcano Irazu per estendere la copertura del segnale nazionale.
Il 16 giugno 1991, Teletica Canal 7 inaugura la televisione via cavo, chiamata Cable Tica e nel 2000 inizia pure l'utilizzo per Internet, offerto dalla società Racsa.